# André Trindade da Costa Neto
André Trindade da Costa Neto (Algodão de Jandaíra, 16 juli 2001) - alias André - is een Braziliaans voetballer die doorgaans als middenvelder speelt. Hij stroomde in 2020 door vanuit de jeugdopleiding van Fluminense. André debuteerde in 2023 in het Braziliaans voetbalelftal.

## Clubcarrière
André werd in 2013 opgenomen in de jeugdopleiding van Fluminense. Hiervoor debuteerde hij op 17 september 2020 in het eerste elftal. Hij was toen invaller tijdens een wedstrijd in de Copa do Brasil, thuis tegen Goianiense. Vier dagen later volgde zijn eerste wedstrijd in de Série A, als basisspeler uit bij Recife. André speelde in zijn eerste seizoen elf wedstrijden, meestal als invaller. Hij groeide in 2021 uit tot basisspeler. Hij debuteerde dat jaar ook in de Copa Libertadores, een toernooi dat hij in 2023 won met Fluminense. André speelde in die jaargang op-een-na alle wedstrijden vanaf de aftrap en scoorde in de kwartfinale tegen Olimpia. Zijn ploeggenoten en hij wonnen daarop ook de Recopa Sudamericana tijdens een dubbele ontmoeting met LDU Quito.

## Clubstatistieken
| Seizoen     | Club        | Competitie  | Competitie | Competitie | Beker | Beker | Internationaal | Internationaal | Totaal | Totaal |
| Seizoen     | Club        | Competitie  | Wed.       | Dlp.       | Wed.  | Dlp.  | Wed.           | Dlp.           | Wed.   | Dlp.   |
| ----------- | ----------- | ----------- | ---------- | ---------- | ----- | ----- | -------------- | -------------- | ------ | ------ |
| 2020        | Fluminense  | Série A     | 10         | 0          | 1     | 0     | 0              | 0              | 11     | 0      |
| 2021        | Fluminense  | Série A     | 26         | 1          | 2     | 0     | 4              | 0              | 32     | 1      |
| 2022        | Fluminense  | Série A     | 34         | 1          | 7     | 0     | 9              | 0              | 50     | 1      |
| 2023        | Fluminense  | Série A     | 31         | 0          | 4     | 0     | 13             | 1              | 48     | 1      |
| 2024        | Fluminense  | Série A     | 3          | 0          | 0     | 0     | 3              | 0              | 6      | 0      |
| Club totaal | Club totaal | Club totaal | 104        | 2          | 14    | 0     | 29             | 1              | 147    | 3      |

Bijgewerkt t/m 27 mei 2024.

## Interlandcarrière
André debuteerde op 20 juni 2023 in het Braziliaans voetbalelftal. Bondscoach Ramon Menezes liet hem toen in de 74e minuut invallen voor Lucas Paquetá tijdens een met 2–4 verloren oefeninterland thuis tegen Senegal.

## Erelijst
| Copa Libertadores   | 1x | 2023 |
| Recopa Sudamericana | 1x | 2024 |